# 舊烏姆涅基市鎮
舊烏姆涅基市鎮，曾是拉脫維亞的一個市鎮，設立於2009年，位於該國南部。人口9910人，面積844平方公里，人口密度約12人/km2。
2021年7月1日，耶察瓦市鎮与其它市镇一起并入包斯卡市鎮。

## 外部連結
- 包斯卡市鎮官方網站 （页面存档备份，存于） （拉脱维亚文） （俄文） （立陶宛文） （英文）